# Idaea pilosata
Idaea pilosata là một loài bướm đêm trong họ Geometridae.